# Prickly Pear
La isla Prickly Pear, en Antigua (Antigua y Barbuda), es una isla de North Sound, cercana a la costa de Virgen Gorda.
Perteneciente al Archipiélago de Anguila, forma parte del sistema de parques de las Islas Vírgenes Británicas. El extremo sur es adecuado para la práctica del windsurf. A través del refugio natural de Prickly Pear, se accede a una playa en el norte, que puede acoger a buzos y nadadores.
- Datos: Q7242702
- Multimedia: Prickly Pear Island (British Virgin Islands) / Q7242702